# Izagaondoa
Izagaondoa (en basque Itzagaondoa) est une municipalité de la communauté forale de Navarre, dans le Nord de l'Espagne.
Elle est située dans la zone linguistique mixte de la province, dans la mérindade de Sangüesa et à 29 km de sa capitale, Pampelune.
Le secrétaire de mairie est aussi celui de Ibargoiti, Lizoáin, Monreal, Unciti, Urroz-Villa.

## Géographie
La municipalité se compose de plusieurs villages, selon la nomenclature de population publiée par INE (Institut National de Statistique).
| Nom village                  | Pop. (2006) |
| ---------------------------- | ----------- |
| Ardanaz                      | 47          |
| Beroiz                       |             |
| Guerguitiáin                 |             |
| Idoate                       |             |
| Induráin                     |             |
| Iriso                        |             |
| Lizarraga de Izagaondoa (es) |             |
| Mendinueta                   |             |
| Reta                         |             |
| Turrillas                    |             |
| Urbicáin                     |             |
| Zuazu                        |             |

## Démographie
| Évolution démographique                                    | Évolution démographique | Évolution démographique | Évolution démographique | Évolution démographique | Évolution démographique | Évolution démographique | Évolution démographique | Évolution démographique | Évolution démographique | Évolution démographique |
| 1996                                                       | 1998                    | 1999                    | 2000                    | 2001                    | 2002                    | 2003                    | 2004                    | 2005                    | 2006                    | 2007                    |
| ---------------------------------------------------------- | ----------------------- | ----------------------- | ----------------------- | ----------------------- | ----------------------- | ----------------------- | ----------------------- | ----------------------- | ----------------------- | ----------------------- |
| 178                                                        | 166                     | 168                     | 172                     | 157                     | 163                     | 170                     | 172                     | 176                     | 167                     | 177                     |
| Sources: Izagaondoa et instituto de estadística de navarra |                         |                         |                         |                         |                         |                         |                         |                         |                         |                         |

## Les Hospitaliers

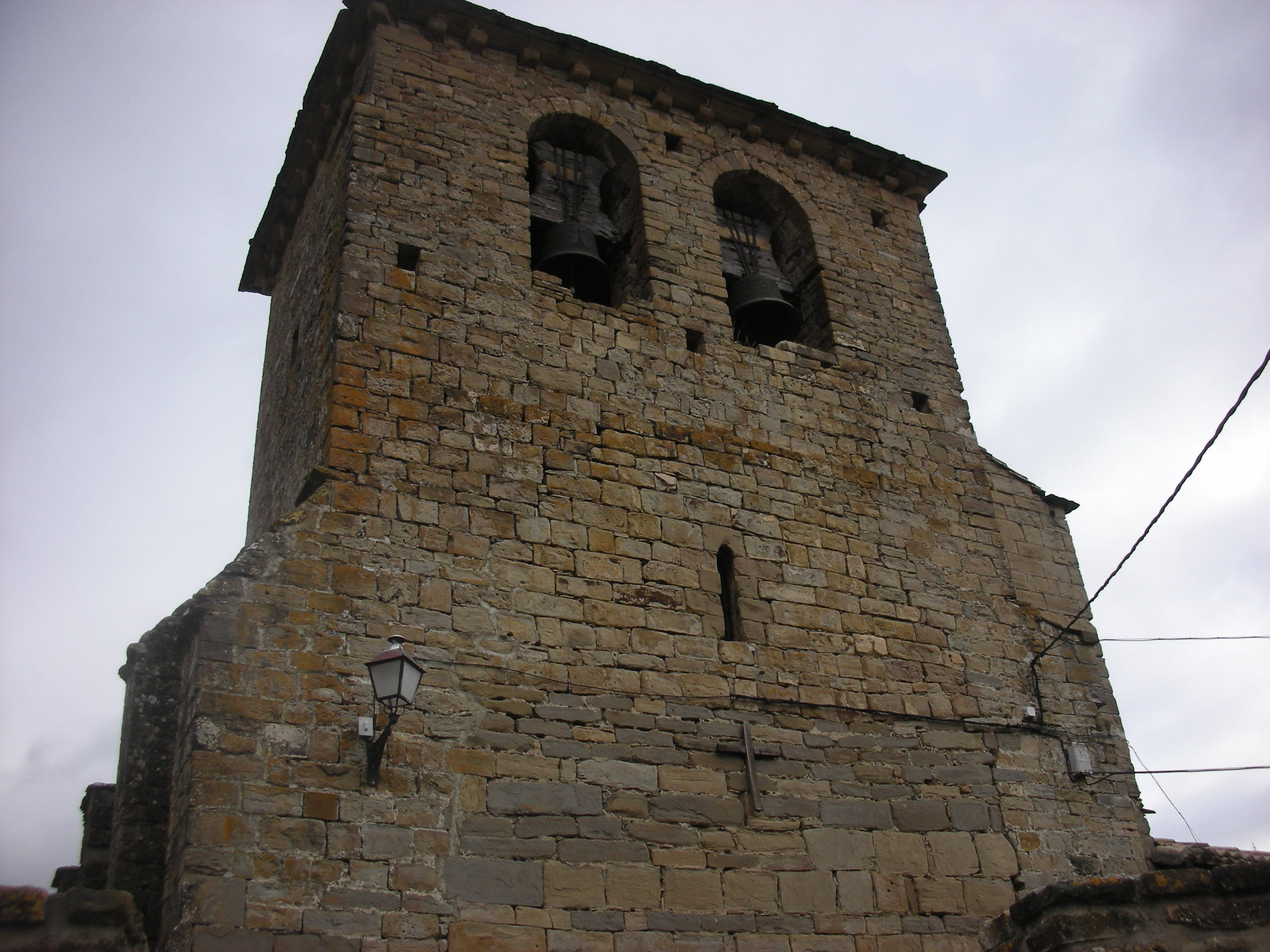
Clocher de l'église de la purification (Induráin)

- Induráin, ce village fut à partir du XIVe siècle une commanderie de l'ordre de Saint-Jean de Jérusalem (Grand prieuré de Navarre / Langue d'Espagne)[2],[3]